# Laguna el Sos
A  Laguna el Sos  é um lago localizado na Guatemala, cuja cota de altitude se encontra nos 180 m acima do nível do mar. Localiza-se no departamento de El Petén, no município de La Libertad.